# Rupsroth
Rupsroth ist einer von elf Ortsteilen der Marktgemeinde Hilders im osthessischen Landkreis Fulda.

## Gograohie
Rupsroth liegt im Biosphärenreservat der hessischen Rhön, südwestlich des Hauptortes. Durch das Dorf verläuft die Landesstraße 3068.
Siedlungsplätze innerhalb der Gemarkung sind::
- Rupsroth wurde früher aufgrund seiner Lage gegenüber Mittel- und Oberrupsroth als Unterrupsroth bezeichnet.
- Mittelrupsroth[3]
- Oberrupsroth[4]

## Geschichte

### Ortsgeschichte
Die älteste bekannte schriftliche Erwähnung von Rupsroth erfolgte im Jahr 1315 unter dem Namen „Ruprechterode“.
Zum 31. Dezember 1971 wurde die bis dahin selbständige Gemeinde Rupsroth im Zuge der Gebietsreform auf freiwilliger Basis in die Gemeinde Hilders eingemeindet. Wie für alle nach Hilders eingegliederten Gemeinden wurde auch für Rupsroth ein Ortsbezirk gebildet.
In Rupsroth gab es seit langer Zeit keine großen Änderungen oder Sanierungen an öffentlichen Plätzen und Gebäuden. Im Jahre 2013 wurde als erste Aktion der kleine Dorfplatz in der Mitte von Unterrupsroth grundgereinigt und neu bepflanzt. 2014 kamen dann die ersten großen Aktionen wie zum Beispiel die Sanierung der Außenfassade des Dorfgemeinschaftshauses oder der Bau einer Seilbahn auf dem Kinderspielplatz. In den Jahren 2014 und 2015 waren das Feuerwehrhaus und das angrenzende Gefrier- und Backhaus saniert, renoviert und zum 700. Ortsjubiläum im Jahr 2015 wiedereröffnet worden.

### Verwaltungsgeschichte im Überblick
Die folgende Liste zeigt die Staaten und Verwaltungseinheiten, denen Rupsroth angehört(e):
Die folgende Liste zeigt die Staaten und Verwaltungseinheiten, denen Eckweisbach angehört(e):
- vor 1806: Heiliges Römisches Reich, Herrschaft der Freiherren von Rosenbach und in deren Nachfolge die Familie von Guttenberg
- 1806–1810: Großherzogtum Würzburg,[Anm. 3] Patrimonialgericht Schackau
- 1807–1816: Königreich Bayern, Patrimonialgericht Schackau
- 1817–1837: Königreich Bayern,[Anm. 4] Untermainkreis, Landgerichtsbezirk Hilder
- 1838–1861: Königreich Bayern, Regierung Unterfranken und Aschaffenburg, Landgerichtsbezirk Hilders
- 1862–1866: Königreich Bayern, Regierungsbezirk Unterfranken, Bezirksamt Gersfeld[Anm. 5]
- ab 1867: Norddeutscher Bund, Königreich Preußen,[Anm. 6] Provinz Hessen-Nassau, Regierungsbezirk Kassel, Kreis Gersfeld
- ab 1871: Deutsches Reich,  Königreich Preußen, Provinz Hessen-Nassau, Regierungsbezirk Kassel, Kreis Gersfeld
- ab 1918: Deutsches Reich, Freistaat Preußen, Provinz Hessen-Nassau, Regierungsbezirk Kassel, Kreis Gersfeld
- ab 1932: Deutsches Reich, Freistaat Preußen, Provinz Hessen-Nassau, Regierungsbezirk Kassel, Landkreis Fulda
- ab 1944: Deutsches Reich, Freistaat Preußen, Provinz Kurhessen, Landkreis Fulda
- ab 1945: Deutsches Reich, Amerikanische Besatzungszone, Groß-Hessen, Regierungsbezirk Kassel, Landkreis Fulda
- ab 1946: Deutsches Reich, Amerikanische Besatzungszone, Hessen, Regierungsbezirk Kassel, Landkreis Fulda
- ab 1949: Bundesrepublik Deutschland, Hessen, Regierungsbezirk Kassel, Landkreis Fulda
- ab 1972: Bundesrepublik Deutschland, Hessen, Regierungsbezirk Kassel, Landkreis Fulda, Gemeinde Hilders

## Bevölkerung

### Einwohnerstruktur 2011
Nach den Erhebungen des Zensus 2011 lebten am Stichtag dem 9. Mai 2011 in Rupsroth 138 Einwohner. Darunter waren keine Ausländer.
Nach dem Lebensalter waren 30 Einwohner unter 18 Jahren, 54 waren zwischen 18 und 49, 24 zwischen 50 und 64 und 27 Einwohner waren älter.
Die Einwohner lebten in 54 Haushalten. Davon waren 12 Singlehaushalte, 12 Paare ohne Kinder und 15 Paare mit Kindern, sowie 3 Alleinerziehende und 3 Wohngemeinschaften. In 6 Haushalten lebten ausschließlich Senioren und in 36 Haushaltungen leben keine Senioren.

### Einwohnerentwicklung
Quelle: Historisches Ortlexikon
- 1528: wüst
- 1592: 7 Haushalte
- 1802: 9 Untertanen

| Rupsroth: Einwohnerzahlen von 1834 bis 2023 | Rupsroth: Einwohnerzahlen von 1834 bis 2023 | Rupsroth: Einwohnerzahlen von 1834 bis 2023 | Rupsroth: Einwohnerzahlen von 1834 bis 2023 | Rupsroth: Einwohnerzahlen von 1834 bis 2023 |
| --- | ------------------------------------------- | ------------------------------------------- | ------------------------------------------- | ------------------------------------------- |
| Jahr |                                             |                                             |                                             | Einwohner                                   |
| 1834 | 1834                                        |                                             | 156                                         | 156                                         |
| 1840 | 1840                                        |                                             | 148                                         | 148                                         |
| 1846 | 1846                                        |                                             | 168                                         | 168                                         |
| 1852 | 1852                                        |                                             | 187                                         | 187                                         |
| 1858 | 1858                                        |                                             | 160                                         | 160                                         |
| 1864 | 1864                                        |                                             | 164                                         | 164                                         |
| 1871 | 1871                                        |                                             | 128                                         | 128                                         |
| 1875 | 1875                                        |                                             | 129                                         | 129                                         |
| 1885 | 1885                                        |                                             | 119                                         | 119                                         |
| 1895 | 1895                                        |                                             | 113                                         | 113                                         |
| 1905 | 1905                                        |                                             | 148                                         | 148                                         |
| 1910 | 1910                                        |                                             | 136                                         | 136                                         |
| 1925 | 1925                                        |                                             | 135                                         | 135                                         |
| 1939 | 1939                                        |                                             | 143                                         | 143                                         |
| 1946 | 1946                                        |                                             | 226                                         | 226                                         |
| 1950 | 1950                                        |                                             | 229                                         | 229                                         |
| 1956 | 1956                                        |                                             | 191                                         | 191                                         |
| 1961 | 1961                                        |                                             | 177                                         | 177                                         |
| 1967 | 1967                                        |                                             | 173                                         | 173                                         |
| 1970 | 1970                                        |                                             | 162                                         | 162                                         |
| 1980 | 1980                                        |                                             | ?                                           | ?                                           |
| 1990 | 1990                                        |                                             | ?                                           | ?                                           |
| 2000 | 2000                                        |                                             | ?                                           | ?                                           |
| 2011 | 2011                                        |                                             | 138                                         | 138                                         |
| 2023 | 2023                                        |                                             | 142                                         | 142                                         |
| Datenquelle: Historisches Gemeindeverzeichnis für Hessen: Die Bevölkerung der Gemeinden 1834 bis 1967. Wiesbaden: Hessisches Statistisches Landesamt, 1968. Weitere Quellen: LAGIS; Gemeinde Hilders; Zensus 2011 |                                             |                                             |                                             |                                             |

### Historische Religionszugehörigkeit
| • 1885: | 119 katholische (= 100 %) Einwohner                                |
| • 1961: | 18 evangelische (= 10,17 %), 195 katholische (= 89,83 %) Einwohner |

## Politik
Für Rupsroth besteht ein Ortsbezirk (Gebiete der ehemaligen Gemeinde Rupsroth) mit Ortsbeirat und Ortsvorsteher nach der Hessischen Gemeindeordnung. Der Ortsbeirat besteht aus drei Mitgliedern. Bei den Kommunalwahlen in Hessen 2021 betrug die Wahlbeteiligung zum Ortsbeirat 83,19 %. Alle Kandidaten gehörten der Bürgerliste Rupsroth an. Der Ortsbeirat wählte Claus Breitung zum Ortsvorsteher.

## Sonstiges
Im Ort gibt es ein Dorfgemeinschaftshaus und einen Kinderspielplatz. Am Ort führt der Milseburgradweg vorbei. Östlich des Ortes wird ein Basaltwerk mit Beton-/Phonolithwerk betrieben.